# Mauro Maria Morfino
Mauro Maria Morfino (* 23. března 1958 Arborea) je italský římskokatolický duchovní, salesián a biskup Alghera-Bosy.

## Život
Narodil se 23. března 1958 v Arborei.
Navštěvoval salesiánské gymnázium v Genzano di Roma. Zde se rozhodl vstoupit do kongregace Salesiánů, což uskutečnil vstupem do noviciátu v Lanuviu. Dne 12. září 1975 složil časné řeholní sliby. Během noviciátu studoval pedagogiku v oboru hudby. Teologické a filosofické studium získal na Papežské teologické fakultě Sardinie. Dne 25. září 1983 složil věčné řeholní sliby a 19. července 1986 byl biskupem Giovanni Pesem vysvěcen na kněze. Studoval také na Středním východě, kde získal doktorát z biblistiky.
Roku 1992 se vrátil ma Sardinii, kde pobýval v salesiánské komunitě v Cagliari. Stal se profesorem biblistiky a vedoucím departementu biblických veď Papežské teologické fakulty Sardinie. V letech 1995–1998 vykonával službu spirituála Papežského regionálního semináře Sardinie.
Dne 31. ledna 2011 jej papež Benedikt XVI. jmenoval biskupem Alghera-Bosy. Biskupské svěcení přijal 3. dubna z rukou kardinála Tarcisia Bertoneho a spolusvětiteli byli arcibiskup Paolo Atzei a arcibiskup Claudio Gugerotti.